# Joachim Deutschland

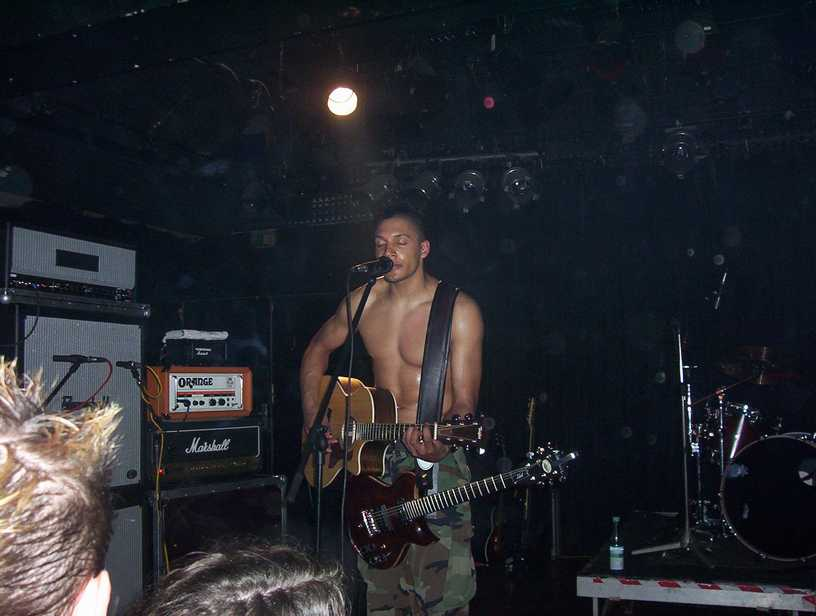
Joachim Deutschland (2005)

Joachim Deutschland (* 31. Juli 1980 in Schorndorf-Weiler; eigentlich Christof Johannes Joachim Faber) ist ein Rocksänger und -musiker mit deutscher und US-amerikanischer Staatsbürgerschaft.

## Biografie
Deutschland entstammt einer musikalischen Familie. So war sein Großvater Komponist, seine afroamerikanische Mutter Jazzsängerin in Denver, sein Vater Johannes Faber war Teil der Gruppe Consortium und spielte unter anderem auch als Trompeter für Udo Lindenberg.
Bis zu seinem 16. Lebensjahr lebte Deutschland in Hamburg und einige Jahre in Henstedt-Ulzburg. Nach dem Erreichen seines Abiturs zog er nach Kalifornien, um dort eine professionelle Basketballkarriere zu beginnen. Da dies nicht von Erfolg gekrönt war, verpflichtete er sich vier Jahre später bei der US Army. Seinen Dienst bei der 82. US-Luftlandedivision in Fort Bragg, North Carolina brach er nach einem Jahr ab und reiste illegal aus den USA aus. Aufgrund seiner Desertation wurde er bei seiner erneuten Einreise in die Vereinigten Staaten im Februar 2004 für fünf Wochen in Militärhaft genommen.
Joachim Deutschland veröffentlichte ab 2003 zwei Alben bei Sony Music und ein weiteres über seine eigene Website als Gratis-Download unter Creative-Commons-Lizenz.
2003 wurde er vom veranstaltenden NDR von der Teilnahme am deutschen Vorentscheid zum Eurovision Song Contest ausgeschlossen, nachdem er bei der Songpräsentation sein Hinterteil vor TV-Kameras entblößt und mit Die Stoibers einen Song mit anzüglichen Bemerkungen über Edmund Stoiber und seine Familie veröffentlicht hatte.
Als Jurymitglied war er ab 2005 in der VIVA-Karaoke-Show Shibuya zu sehen.
Mitte des Jahres 2008 kooperierte Joachim Deutschland mit dem Deutschrapper Kaisa.
2009 wurde Joachim Deutschland nach einer von ihm ausgesprochenen Bombendrohung durch die Polizei in die psychiatrische Abteilung des Berliner Urban-Krankenhauses eingewiesen. Nach eigenen Angaben litt er bereits seit 2005 an Psychosen.
Im November 2011 nahm Joachim Deutschland an der fünften Staffel der RTL-Castingshow Das Supertalent teil.
2014 präsentierte Joachim Deutschland zur Fußball-Weltmeisterschaft den Song Eier so groß wie Deutschland.
Deutschland wohnte im Berliner Ortsteil Friedrichshain, wo er unter anderem als Straßenmusiker im Nachtleben aktiv war. Er ist verheiratet und hat vier Kinder. 2014 wanderte er nach Ghana aus.

## Diskografie

### Studioalben
| Jahr | Titel                      | Höchstplatzierung, Gesamtwochen, AuszeichnungChartsChartplatzierungen (Jahr, Titel, Platzierungen, Wochen, Auszeichnungen, Anmerkungen) | Anmerkungen                          |
| Jahr | Titel                      | DE | Anmerkungen                          |
| ---- | -------------------------- | --- | ------------------------------------ |
| 2003 | Musik wegen Frauen         | — | Erstveröffentlichung: 14. April 2003 |
| 2005 | Rock sei Dank              | DE73 (1 Wo.)DE | Erstveröffentlichung: 2005           |
| 2009 | Liebe auf den ersten Blick | — | Erstveröffentlichung: 2009           |
| 2013 | Der neue Deutschland       | — | Erstveröffentlichung: 12. April 2013 |

### Singles
| Jahr | Titel Album                            | Höchstplatzierung, Gesamtwochen, AuszeichnungChartplatzierungen (Jahr, Titel, Album, Platzierungen, Wochen, Auszeichnungen, Anmerkungen) | Höchstplatzierung, Gesamtwochen, AuszeichnungChartplatzierungen (Jahr, Titel, Album, Platzierungen, Wochen, Auszeichnungen, Anmerkungen) | Anmerkungen                         |
| Jahr | Titel Album                            | DE | CH | Anmerkungen                         |
| ---- | -------------------------------------- | --- | --- | ----------------------------------- |
| 2003 | Marie Musik wegen Frauen               | DE32 (9 Wo.)DE | CH83 (1 Wo.)CH | Erstveröffentlichung: 17. März 2003 |
| 2004 | Ich tu was ich will Musik wegen Frauen | DE94 (1 Wo.)DE | — | Erstveröffentlichung: 2004          |
| 2005 | Ein wenig Anarchie Rock sei Dank       | DE59 (5 Wo.)DE | — | Erstveröffentlichung: 2005          |
| 2014 | Eier so groß wie Deutschland –         | — | — | Erstveröffentlichung: 2014          |